# Wszystko w porządku (film 2010)
Wszystko w porządku (ang. The Kids Are All Right) – amerykański komediodramat z 2010 roku w reżyserii Lisy Cholodenko. Zdjęcia kręcono w Los Angeles.
Film swoją światową premierę miał 25 stycznia 2010 podczas prezentowania na 2010 Sundance Film Festival. Następnie film został zaprezentowany poza Konkursem Głównym na 60. Międzynarodowym Festiwalu Filmowym w Berlinie, gdzie otrzymał nagrodę Teddy.

## Fabuła
Jules (Julianne Moore) i Nic (Annette Bening) są parą lesbijek żyjących w Kalifornii. Nie jest jasne, czy są one prawnie małżeństwem, choć Jules odnosi się do ich związku jako „małżeństwo”. Każda z nich urodziła dziecko przy użyciu spermy tego samego dawcy. W ich związku to Nic, z zawodu lekarka, jest głównym żywicielem rodziny i osobą dominującą, podczas gdy Jules jest wyluzowana i żyje jako gospodyni domowa, lecz po kryzysie gospodarczym zakłada własną działalność gospodarczą. Nieoczekiwane pojawienie się biologicznego ojca ich dzieci, pokaże rysy w ich na pozór idealnej rodzinie.

## Obsada
- Annette Bening jako Nic
- Julianne Moore jako Jules
- Mark Ruffalo jako Paul
- Mia Wasikowska jako Joni
- Josh Hutcherson jako Laser
- Yaya DaCosta jako Tanya
- Eddie Hassell jako Clay
- Zosia Mamet jako Sasha
- Kunal Sharma jako Jai

i inni

## Nagroda i nominacje
60. Międzynarodowy Festiwal Filmowy w Berlinie
- Nagroda Teddy − Lisa Cholodenko

Oscary 2010
- nominacja: najlepszy film − Gary Gilbert, Jeffrey Levy-Hinte i Celine Rattray
- nominacja: najlepszy scenariusz oryginalny − Lisa Cholodenko i Stuart Blumberg
- nominacja: najlepsza aktorka pierwszoplanowa − Annette Bening
- nominacja: najlepszy aktor drugoplanowy − Mark Ruffalo

Złote Globy 2010
- nagroda: najlepszy film komediowy lub musical
- nagroda: najlepsza aktorka w filmie komediowym lub musicalu − Annette Bening
- nominacja: najlepszy scenariusz − Lisa Cholodenko i Stuart Blumberg
- nominacja: najlepsza aktorka w filmie komediowym lub musicalu − Julianne Moore

Nagrody BAFTA 2010
- nominacja: najlepszy scenariusz oryginalny − Lisa Cholodenko i Stuart Blumberg
- nominacja: najlepsza aktorka pierwszoplanowa − Annette Bening
- nominacja: najlepsza aktorka pierwszoplanowa − Julianne Moore
- nominacja: najlepszy aktor drugoplanowy − Mark Ruffalo

Nagroda Gildii Aktorów Filmowych 2010
- nominacja: najlepsza aktorka pierwszoplanowa − Annette Bening
- nominacja: najlepszy aktor drugoplanowy − Mark Ruffalo
- nominacja: najlepsza obsada filmowa

Independent Spirit Awards 2010
- nagroda: najlepszy scenariusz − Lisa Cholodenko i Stuart Blumberg
- nominacja: najlepszy film niezależny − Gary Gilbert, Philippe Hellmann, Jordan Horowitz, Jeffrey Levy-Hinte, Celine Rattray i Daniela Taplin Lundberg
- nominacja: najlepszy reżyser − Lisa Cholodenko
- nominacja: najlepsza główna rola żeńska − Annette Bening
- nominacja: najlepsza drugoplanowa rola męska − Mark Ruffalo

Nagroda Satelita 2010
- nominacja: najlepszy film komediowy lub musical
- nominacja: najlepszy reżyser − Lisa Cholodenko
- nominacja: najlepszy scenariusz oryginalny − Lisa Cholodenko i Stuart Blumberg
- nominacja: najlepsza aktorka w filmie komediowym lub musicalu − Annette Bening
- nominacja: najlepsza aktorka w filmie komediowym lub musicalu − Julianne Moore